# Fundación Nacional Batuta
La Fundación Nacional Batuta, también conocido como Batuta, es un sistema Colombiana de educación musical basado en El Sistema de Venezuela 

## Origen y desarrollo
Batuta fue creado en 1991 por el gobierno nacional del presidente César Gaviria como proyecto especial de la primera dama Ana Milena Muñoz Gómez y con la asistencia de José Antonio Abreu. Fue el primer programa de esta clase fuera de Venezuela.
Batuta fue basado en El Sistema de Venezuela con la meta de ofrecer una educación musical a todos y todas, particularmente a personas de menos recursos quienes de otra forma no tendrían esa oportunidad. Diferencias importantes entre Batuta y El Sistema incluyen el uso de finanza privada además de finanza pública, más enfoque en el uso de instrumentos musicales autóctonos de Colombia en vez de priorizar instrumentos orquestales, y un énfasis más fuerte en reconciliación y acción social. Su objetivo ha sido llegar a las zonas más vulnerables del país, particularmente a comunidades que han sido víctimas del conflicto armado colombiano, incluyendo familias desplazadas por la violencia. Esto significa, por ejemplo, que el programa tuvo que incluir psicoterapia y asesoramiento para niños con trauma . El ex-director de Batuta, Juan Antonio Cuellar, dijo que la misión es la transformación social y que la música es la herramienta. Helena Barreto Reyes, directora ejecutiva de Filarmónica Joven de Colombia, dijo que "En Batuta, la música se ve como una fuerte herramienta para el desarrollo y mejoramiento social. Involucra tanto a las familias como a los intérpretes" mientras que el director asistente de la Filarmónica Joven de Colombia, Carlos Andrés Botero Botero, dijo que "Batuta se centra en el proceso previo a la actuación, más que la actuación en sí misma, haciendo honor a su lema "Transformando vidas a través de la música"". En 2015 se decía que 65% de los participantes de Batuta habían sido víctimas del conflicto armado.

## Modelo educativo
En 2018 aproximadamente 47,000 alumnos estaban participando en Batuta en 112 municipios ubicados en todos los 32 departamentos de Colombia, y hasta el año 2020 encima de 500,000 niños y jóvenes habían participado en programas de Batuta desde su inicio en 1991. Aparte de Venezuela, es el programa más grande de esta clase en el mundo.
Batuta tiene un enfoque especial en niños pequeños en entornos no-orquestales, dónde aprenden música a través del canto y el metódo Orff, usando instrumentos como percusión y flauta dulce. Los niños pueden empezar en Batuta bébé a los 2 a 6 años, seguidos por un programa de iniciación musical usando instrumentos Orff de los 6 a 14 años; desde los 11 años en adelante tienen la posibilidad de aprender a tocar instrumentos orquestales y a participar en orquestas.  El modelo de Batuta está enfocado en música folclórica de Colombia escrita para Orff instrumentos, específicamente para construir orgullo nacional y comunitario. Sus alumnos tocan instrumentos y estilos de música asociados con grupos étnicos y regiones, como el la marimba de chonta y el vallenato, y hay intercambios estudiantiles entre diferentes regiones del país. Batuta ha creado orquestas de juventud para adolescentes de 13 a 18 ańos en Bogotá, Cali y Medellín. Muchos egresados de Batuta han pasado a tocar a nivel profesional en orquestas en Colombia y otros países.

## Filarmónica joven de Colombia
La Filarmónica Joven de Colombia fue establecida en 2009 para los jóvenes entre 16 y 24 años, con la cooperación de Batuta y de la YOA (Orquesta juvenil de las Américas por sus siglas en inglés) y también con el apoyo de la Fundación Bolívar Davivienda. El 80% de los músicos de la orquesta son exalumnos de Batuta. La orquesta hizo giras por Europa en 2017 y también en 2019, bajo la dirección de Andrés Orozco-Estrada; también ha dado conciertos en Miami, Houston y Sao Paolo. En diciembre del 2020 dio un concierto junto con la banda Morat y en 2021 tocará Das Rheingold con la Orquesta de Sinfónica Nacional de Colombia otra vez bajo la dirección de Andrés Orozco-Estrada.

## Música para la reconciliación
Uno de los programas más importantes de Batuta es Música  para la reconciliación, el cual está dirigido hacia víctimas del conflicto armado y está completamente financiado por el gobierno. Según un estudio llevado a cabo por el Centro de Estudios Regionales Cafeteros y Empresariales en 2008, niños que participaron en este programa sentían que han aprendido valores de convivencia, les ha producido felicidad y ha expandido sus redes de apoyo y redes sociales. El programa ha contribuido a reparar el tejido social en familias y comunidades. En 2017 la Fundación Nacional Batuta recibió el premio Fair Saturday "por su gran labor en la generación de espacios de reconciliación y convivencia mediante el uso de la cultura y la educación como herramientas para la transformación social. Así como por transformar la vida de miles de niños y jóvenes por medio de la música y por hacer de la propia música un baluarte en el proceso de reconciliación y en la construcción de un futuro esperanzador para Colombia".